# Kvarndammen (Ingatorps socken, Småland)
Kvarndammen är en sjö i Eksjö kommun i Småland och ingår i Emåns huvudavrinningsområde. Sjöns area är 0,012 kvadratkilometer och den är belägen 250 meter över havet.